# Eurocopter AS565 Panther
Eurocopter AS565 Panther je vojenskou verzí středního víceúčelového dvoumotorového vrtulníku AS365 Dauphin. Panther je využíván v širokém spektru vojenských úkolů, které zahrnuje přímé bojové nasazení, palebnou podporu, protiponorkový boj, ničení hladinových cílů, pátrání a záchranu nebo MEDEVAC (medical evacuation).

## Vývoj
V 80. letech se francouzský letecký výrobce Aérospatiale rozhodl vyvinout vojenskou verzi oblíbeného vrtulníku Dauphin. Jako výchozí bod projektu byla zvolena civilní varianta SA365 N. Nový stroj byl navržen jako víceúčelový, protitankový, transportní a námořní. Prototyp vojenské varianty, označené jako AS365M a později pojmenované Panther, poprvé vlétl 28. února 1984. Celkem byly postaveny tři prototypy.
V květnu 1986 spustil Aérospatiale oficiálně výrobu typu AS365M, přičemž společnost očekávala dlouhodobý prodej více než 400 Pantherů. Úvodní produkční model, který byl původně označován jako AS365 K, byl vzápětí přejmenován na všeobecně známější AS565 Panther. První modely byly poháněny dvojící turbohřídelových motorů Turbomeca Arriel 1M1; v roce 1995 začal Eurocopter nabízet výkonnější verzi Pantheru s novými motory Turbomeca Arriel 2C.

## Konstrukce
AS565 Panther je dvoumotorový střední víceúčelový vrtulník. Je určen k provádění různých námořních i pozemních operací, zahrnujících námořní hlídkování, pátrání a záchranu (SAR), evakuaci raněných (CASEVAC), zásobování plavidel ze vzduchu, pozorování, operace speciálních sil, protiponorkový boj (ASW) a boj s hladinovými cíli (ASuW). Panther je poháněn dvojicí turbohřídelových motorů Turbomeca Arriel, které roztáčejí hlavní rotor a uzavřený vyrovnávací ocasní rotor (fenestron).

## Operační historie
Francouzské námořní letectvo převzalo prvních 15 Pantherů pro námořní operace v letech 1993 až 1998. Jako odpověď na narůstající míru pirátství v Adenském zálivu byly Panthery od roku 2008 pravidelně umísťovány na palubě několika francouzských fregat, které byly nasazovány na podporu operace Atalanta, dlouhodobé protipirátské operace evropských států. Zde byly Panthery obvykle používány pro námořní hlídkování, pozorování a transport jednotek, například pro přepravu úderných týmů i zadržených osob.

## Varianty

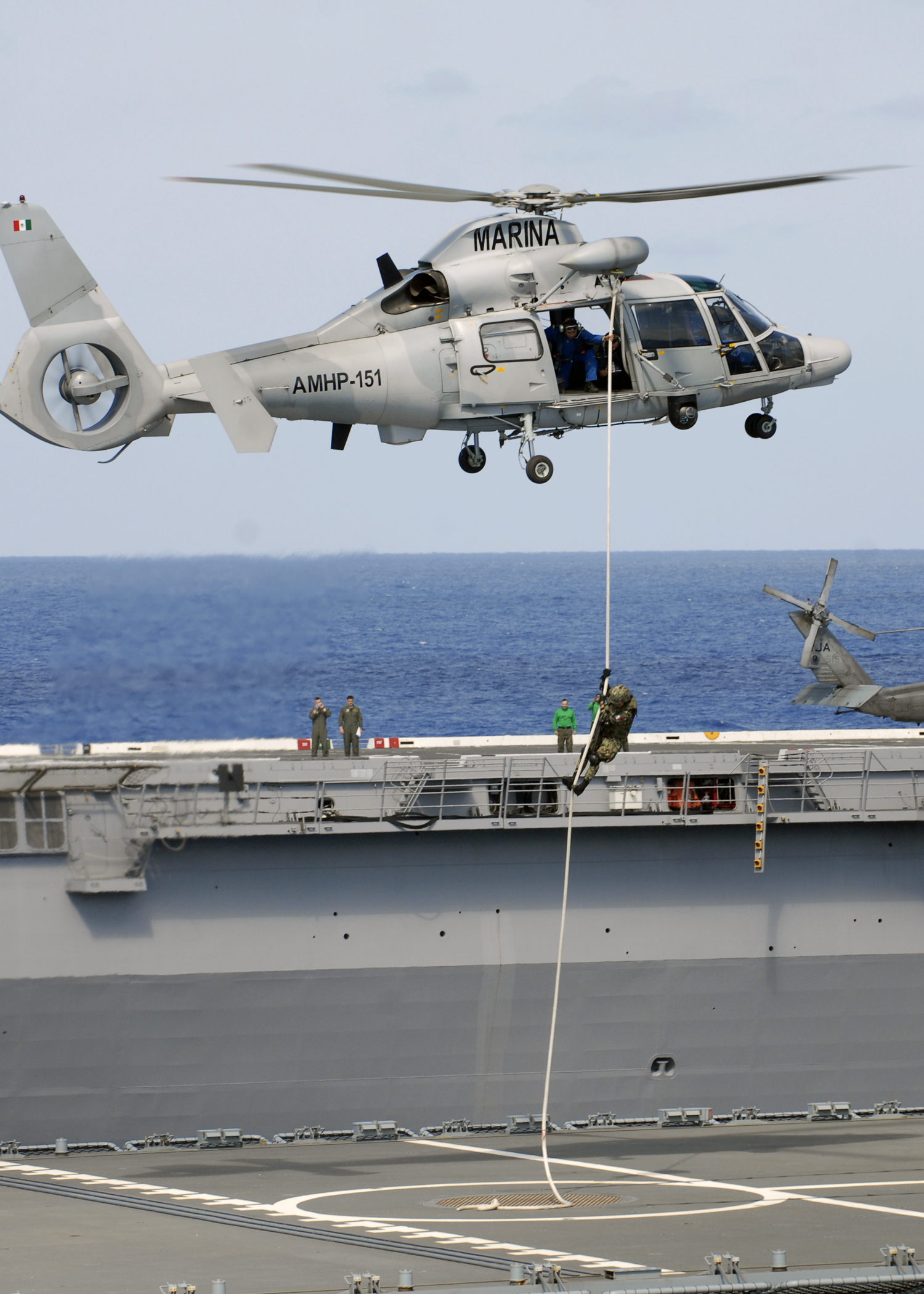
Příslušník mexické námořní pěchoty se slaňuje na palubu lodě Frankfurt Am Main v průběhu mezinárodního cvičení

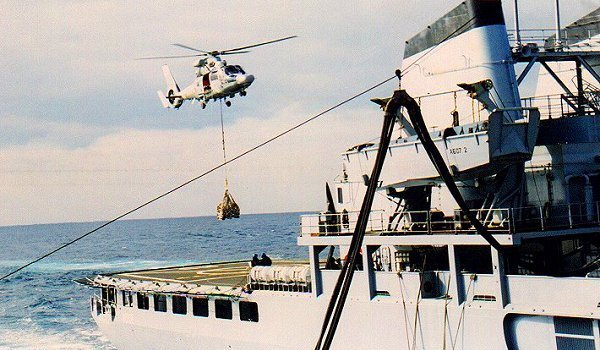
Panther z fregaty Cassard přepravující náklad na tanker Meuse

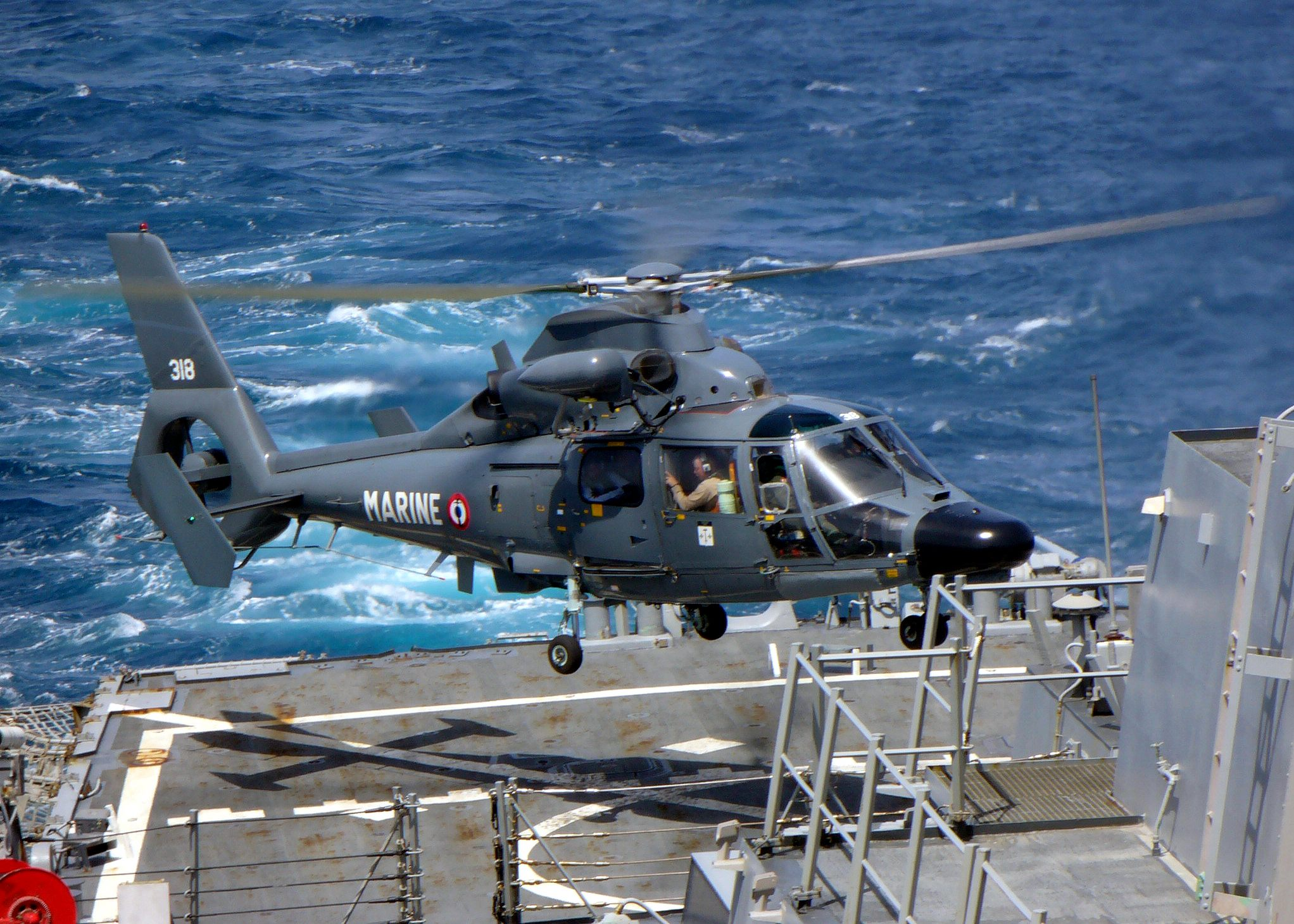
SA 365 F francouzského námořnictva

SA 365M Panther
Prototyp vojenské verze, který poprvé vzlétl 29. února 1984.
SA 365 FK
Původní označení verze SA 365 K.
SA 365 K
První verze Pantheru, založená na AS365 N2. Nabízena s různou výzbrojí, včetně podvěsů s 20mm kanónem Giat M621, 19násobných raketnic se 70mm raketami Forges de Zeebrugge nebo 22násobných raketnic s 68mm raketami Thales Brandt.
AS565 UA
Neozbrojená víceúčelová varianta pro průzkum, přepravu a pátrání a záchranu. Poháněna je turbohřídelovými motory Arriel 1M1 nebo 2C.
AS565 UB
V současnosti vyráběná víceúčelová verze typu AS365 N3. Tato verze je poháněna dvěma turbohřídelovými motory Turbomeca Arriel 2C, které jsou vybaveny systémem digitálního řízení leteckých motorů FADEC (Full Authority Digital Engine Control). Hlavním určením této verze je přeprava 8 až 10 plně vyzbrojených vojáků, evakuace raněných a logistická podpora.
AS565 AA
Ozbrojená vojenská varianta, která může být vyzbrojena protiletadlovými zbraněmi, včetně 20mm kanónových podvěsů, raket a až osmi střel Mistral. Poháněna je turbohřídelovými motory Arriel 1M1 nebo 2C.
AS565 AB
Útočná verze typu AS365 N3.
AS565 MA
Víceúčelová neozbrojená námořní varianta pro námořní hlídkování, pátrání a záchranu (je vybavena zdvihadlem) nebo pozorování. Poháněna je turbohřídelovými motory Arriel 1M1 nebo 2C.
AS565 MB
Námořní verze typu AS365 N3 pro přepravu a pátrání a záchranu. Nabízena s různou výzbrojí, včetně 20mm kanónu v kabině, protilodních střel AS 15 TT, torpéd Mark 46 a Whitehead A.244/S.
AS565 SA
Víceúčelová ozbrojená námořní varianta pro protiponorkový boj vybavená sonarem nebo MAD, pátrání a záchanu a pozorování. Poháněna je turbohřídelovými motory Arriel 1M1 nebo 2C.
AS565 SB
Pozorovací a protiponorková verze typu AS365 N3.
AS565 CA
Ozbrojená vojenská protitanková varianta se zaměřovačem na kabině a střelami HOT. Poháněna je turbohřídelovými motory Arriel 1M1 nebo 2C.
AS565 N3
Námořní hlídková a pozorovací verze typu AS365 N3 pro řeckou pobřežní stráž.
AS565 SC
Pátrací a záchranná verze pro Saúdskou Arábii.
HM-1 Pantera
Verze založená na typu AS565 AA, vyráběná Helibrasem, pobočkou Airbus Helicopters, pro brazilskou armádu.
Panther 800
Verze se dvěma turbohřídelovými motory LHTEC T800 nabídnutá do programu americké armády Light Utility Helicopter jako náhrada za UH-1 Huey. Absolvovala pouze zkušební lety.
Harbin Z-9
Harbin Z-9 a jeho varianty jsou licenčně vyráběny společností Harbin Aircraft Manufacturing Corporation pro ČLOA (Čínská lidová osvobozenecká armáda).

## Uživatelé
Brazílie
- Brazilská armáda[15]

 Bulharsko
- Bulharské námořnictvo[16]

 Francie
- Aéronavale[17]

 Indonésie

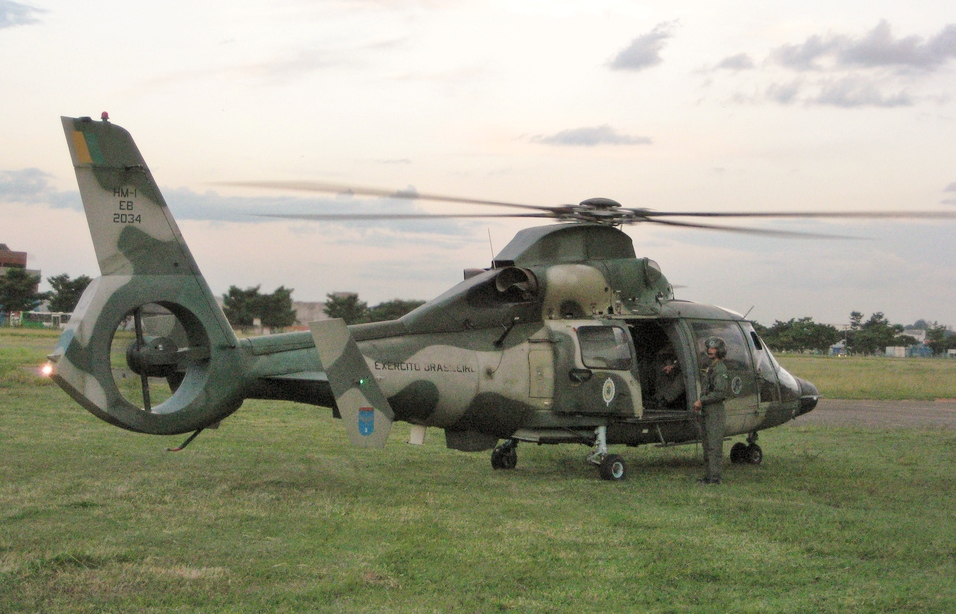
Panther brazilské armády

- Indonéské námořnictvo (objednáno 11 vrtulníků)[18]

 Izrael

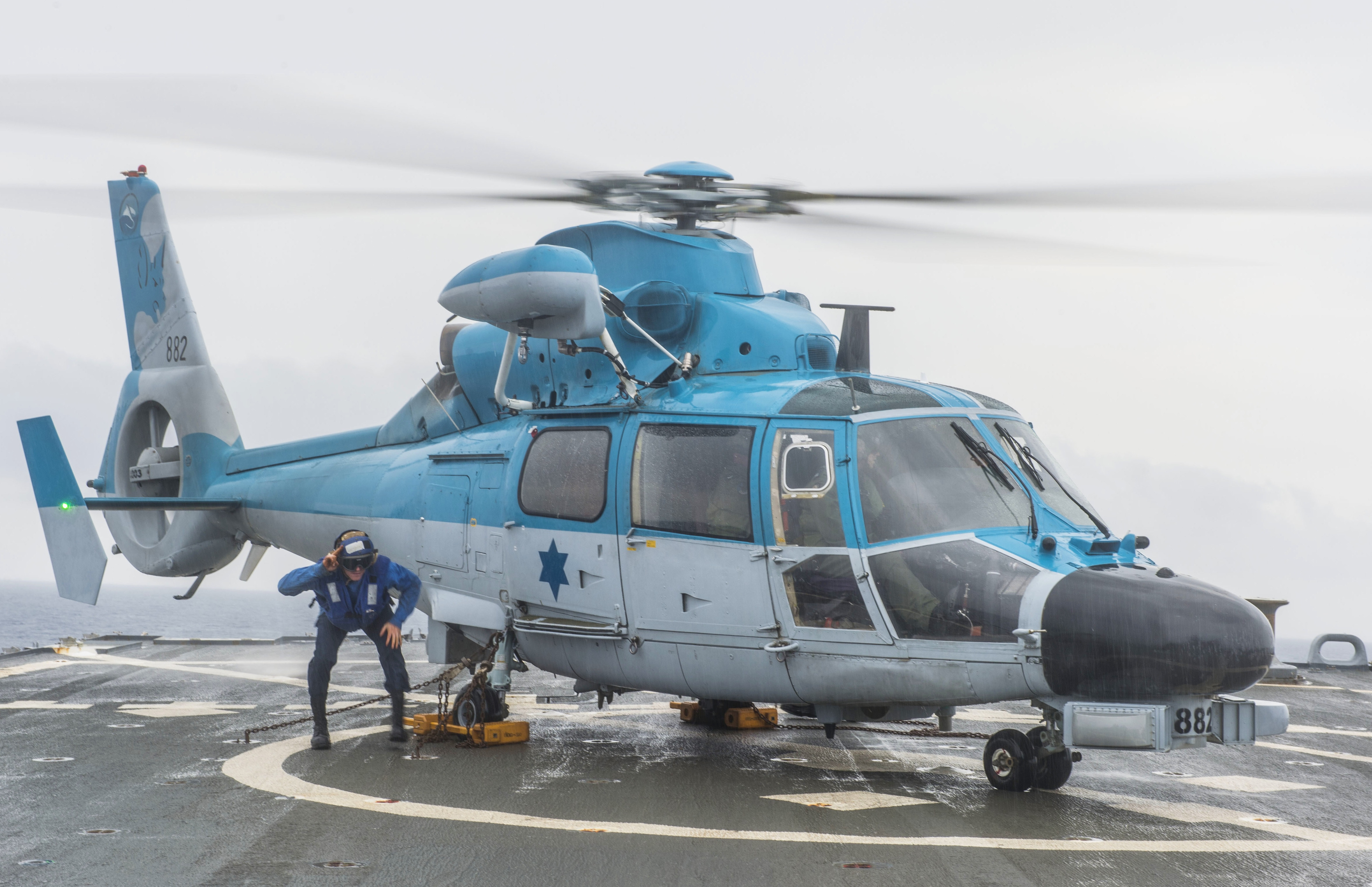
AS565 193. peruti izraelského letectva na palubě USS Laboon

- Izraelské letectvo (používány izraelským námořnictvem)[19][20]

 Maroko
- Marocké královské námořnictvo[21]

 Mexiko
- Mexické námořnictvo[22]

 Spojené arabské emiráty
- Námořnictvo Spojených arabských emirátů[23][24]

## Potenciální uživatelé
Indie
- Indické námořní letectvo (Indii je nabízeno 111 vrtulníků ve verzi AS565MBe v rámci projektu NUH)[25]

## Specifikace (AS365 MB Panther)

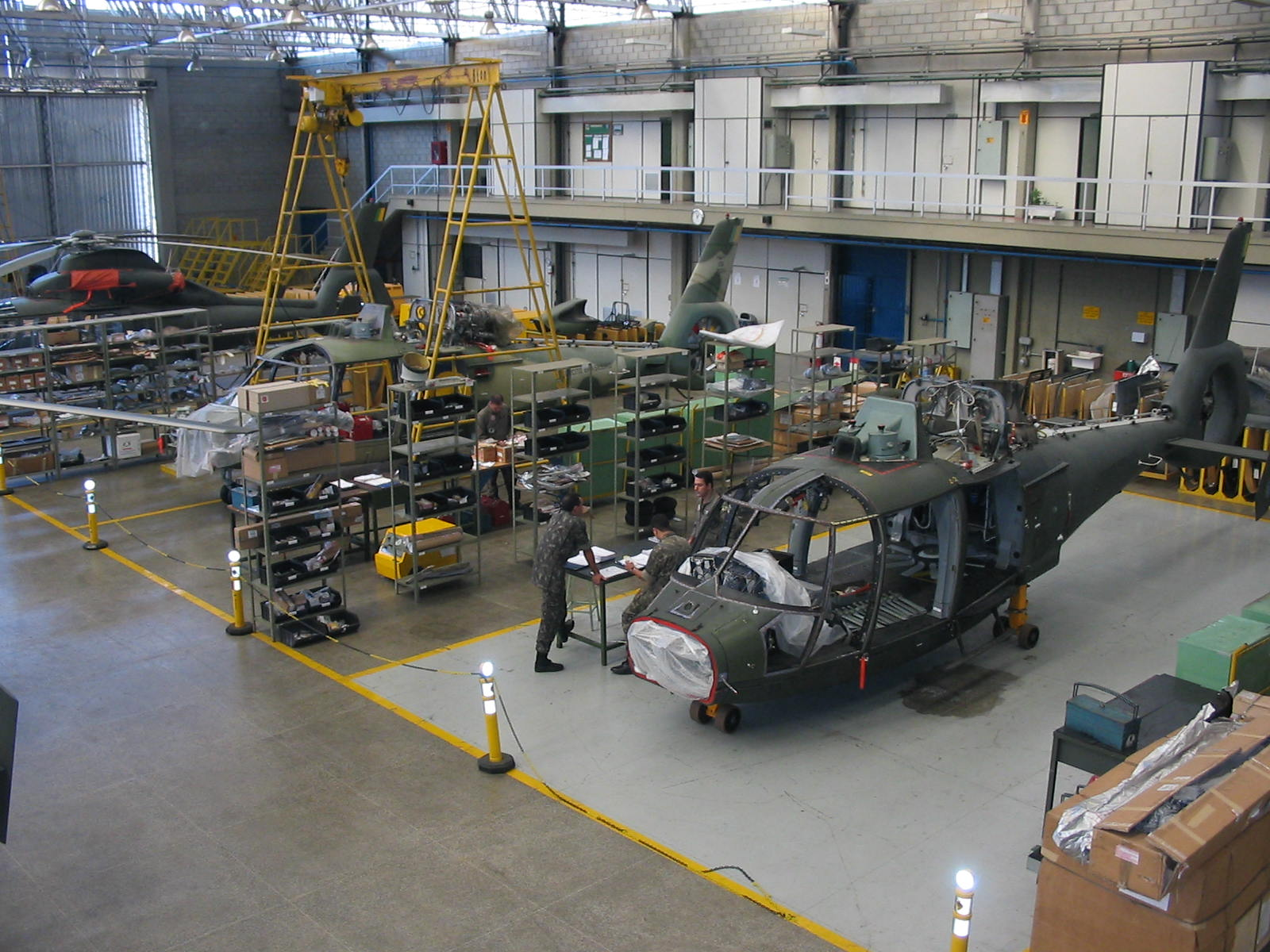
Několik strojů AS565 Panther v různém stádiu výroby (2004)

### Technické údaje
- Posádka: 1 nebo 2 piloti
- Užitečná zátěž: 10 cestujících
- Délka: 13,68 m
- Průměr rotoru: 11,94 m
- Výška: 3,97 m
- Plocha rotoru: 111,98 m²
- Hmotnost (prázdný): 2380 kg
- Maximální vzletová hmotnost: 4300 kg
- Pohonná jednotka: 2× turbohřídelový motor Turbomeca Arriel 2C, 635 kW každý

### Výkony
- Maximální rychlost: 306 km/h
- Dostup: 5865 m
- Stoupavost: 8,9 m/s

### Výzbroj
- Kanóny: podvěsy s 20mm kanóny Giat M621
- Rakety: neřízené rakety ráže 68 nebo 70 mm
- Střely:
  - střely vzduch-vzduch Matra Mistral
  - protilodní střely AS 15 TT
  - protitankové řízené střely HOT
  - protiponorková torpéda Mk46 nebo A.244/S